# 胡戈·科翁塔伊
胡戈·斯圖姆伯格·科万塔伊（波蘭語：Hugo Stumberg Kołłątaj，1750年4月1日—1812年2月24日）是波兰罗马天主教神父、社会活动家、政治活动家、政治思想家、历史学家和哲学家。

## 生平
在在克拉科夫专科学院（后来的雅盖隆大学）毕业后，科万塔伊被授予圣职，随后在维也纳和意大利度日，在那里他接触到了启蒙哲学。在回到波兰后，他活跃于国家教育委员会和小学教科书协会，并对克拉科夫专科学校进行改革，他在1783年至1786年间是这所学院的院长。
科万塔伊同样活跃于政坛上。他在改革中表现突出，领导一个非正式组织“科万塔伊车间”（Kuźnia Kołłątajska）。作为爱国党的领导人，他组织起草“给斯坦尼斯瓦夫·马瓦赫夫斯基的几封匿名信”（1788年－1789年）和“波兰国家政治法”（1790年）。作为镇民运动的组织者（参见黑色游行），他在1789年从城市里起草请愿书。 
科万塔伊是五三宪法的合作编纂者，他也成立了国家宪法之友会以帮助贯彻宪法。他在1791年至1792年间担任王室副总理大臣（Podkanclerzy Koronny）。
在因五三宪法而爆发的波俄战争（保卫宪法的战争）中，波蘭的局勢不斷惡化，特別當俄軍如天降神兵般地包圍首都華沙之後，面對首都兵力寡弱、波軍主力在前線無法回救的絕望情勢下，科万塔伊同其他王室顾问認為大勢已去，說服国王斯坦尼斯瓦夫·奥古斯特（同为五三宪法合作编纂者）接受俄國「寬大」的「和談」條件（實際上是向俄國投降）：加入塔戈维查联盟──为了废除五三宪法而聯合俄軍的武裝集團，波王即可保留立憲之前的所有權力和領土完整；結果國王向俄國屈服而廢除了五三憲法、下令前線波軍放棄抵抗。
1792年，在反憲法聯盟胜利之後，科万塔伊逃到萨克森莱比锡，在那里他与伊格纳奇·波托茨基共同编写《波兰五三宪法的采用与废除》（On the Adoption and Fall of the Polish May 3 Constitution，1793年）。在流亡期间，他眼見俄國違背保障波蘭國土完整的承諾，於1793年與普魯士聯手第二次瓜分波蘭，他的政治观点轉為激进，主張用武力恢復國土、驅逐俄國與普魯士的軍隊。
1794年，他参与了科希丘什科起义，并与其他人联合起草起义条例（1794年3月24日）和波万涅茨宣告（1794年5月7日），领导国家最高委员会的财政部，并支持起义的左翼波兰雅各宾派。
在起义遭到镇压后，科万塔伊被奥地利人囚禁至1802年。1805年，他与塔德乌什·恰茨基在沃文（沃尔黑尼亚）成立克热梅涅茨学园。1807年至1808年间，他遭到俄方当局拘捕。
在华沙公国，他在被禁止参与社会活动的情况下，查看并提出重建发展波兰的计划（《自提尔希特条约起被称为华沙公国的波兰一部分的目前地位的备注》，1809年）。
科万塔伊在其《物理道德秩序》（1811年）中，借鉴“物理道德秩序”中的重农论思想，建立了一个强调人的权利与义务之间的自然依赖性的社会伦理系统。在于科万塔伊死后的1842年出版的《关于人类起源的历史原则的决定性分析》中，他尝试体现关于社会进化和地质学概念的第一份波兰说明。在于科万塔伊去世后发表的《奥古斯特三世统治时期最后几年的波兰教育结构》中，他从教育和文化的历史的角度上，开拓了波兰研究领域。

## 延伸閱讀
- Władysław Tatarkiewicz, Historia filozofii （《哲学史》）, 3卷, 华沙, Państwowe Wydawnictwo Naukowe, 1978年.